# روي جونسون (لاعب كرة قاعدة)
روي جونسون (بالإنجليزية: Roy Johnson)‏ هو لاعب كرة قاعدة أمريكي، ولد في 1 أكتوبر 1895 في ماديل في الولايات المتحدة، وتوفي في 10 يناير 1986 في سكوتسديل في الولايات المتحدة.

## وصلات خارجية
- روي جونسون على موقعبيزبول رفرنس.كوم (الدوري الرئيسي) (الإنجليزية)
- روي جونسون على موقعبيزبول رفرنس.كوم (الدوري الثانوي) (الإنجليزية)